# François de Curtine

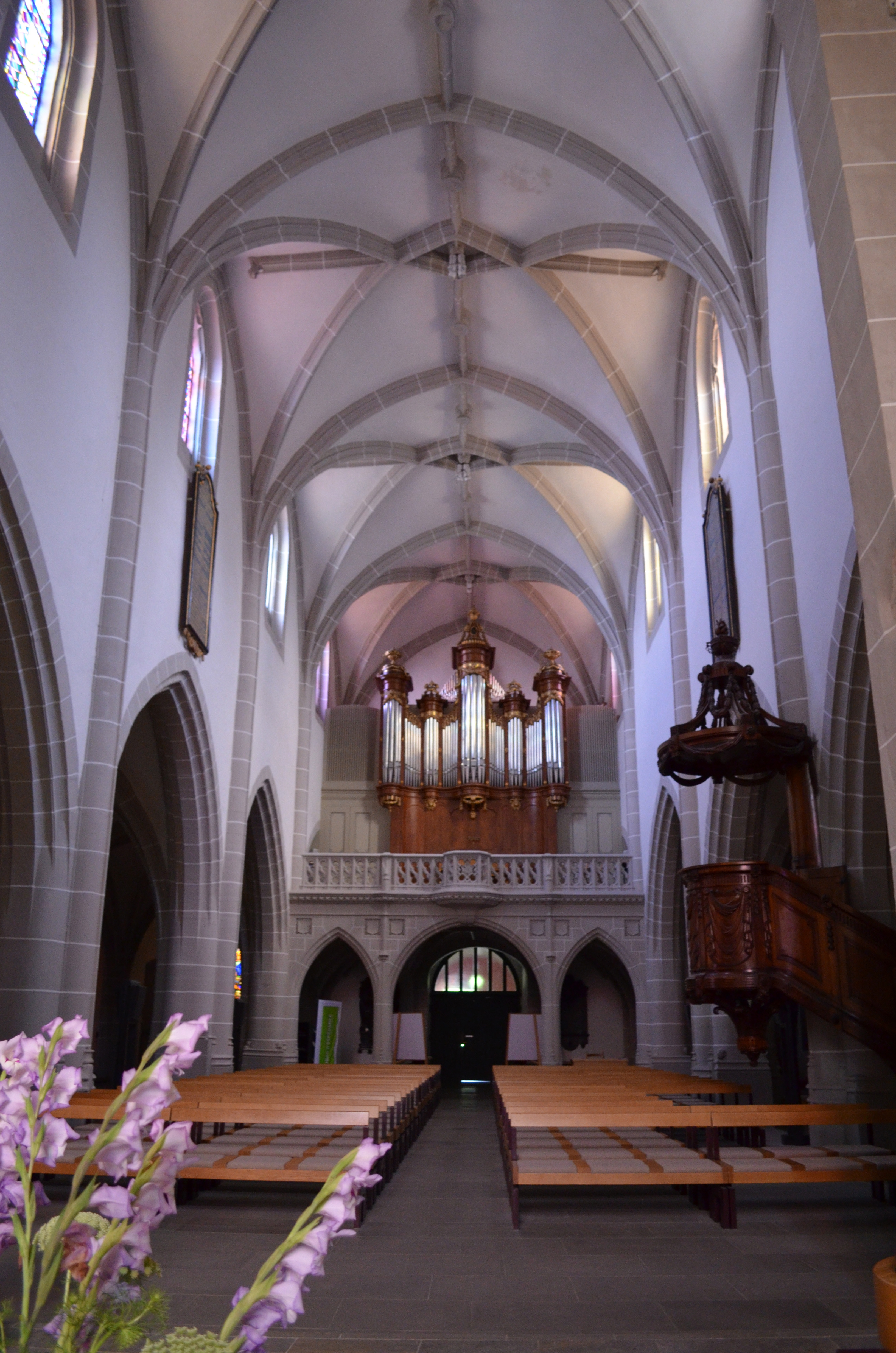
Reformierte Kirche Saint-Martin, Vevey, Kanton Waadt, Schweiz

François de Curtine war ein Maurer, Steinhauer und Baumeister der Spätgotik aus der Region Genf. Seine Lebensdaten sind nicht genau bekannt; er ist von 1482 bis 1533 bezeugt.
Er stammt aus der Ortschaft Cara, die heute in der Genfer Gemeinde Presinge liegt und vor 1792 zur savoyischen Pfarrei Ville-la-Grand gehörte.
Seit 1502 wohnte François de Curtine in der waadtländischen Ortschaft Payerne und etwa ab 1518 in Genf. Im Jahr 1509 wirkte er als Fachberater beim Bau des Kirchturms des Klosters Montheron bei Lausanne. Ab 1522 errichtete er das gotische Langhaus der Kirche Saint-Martin in Vevey, das mit seinem reich ausgeformten Rippengewölbe als sein Meisterwerk gilt.
Mehrere Bauwerke in der Gegend von Payerne werden ihm zugeschrieben, so die Goumoënskapelle in der Stiftskirche von Payerne, die Vergrösserung des Chors der Pfarrkirche in dieser Gemeinde, die Kirche von Fétigny, der Chor der Pfarrkirche von Curtilles sowie die Bulozkapelle der Kirche Saint-Etienne in Moudon, wo er möglicherweise auch den Chor umbaute.